# Сборная Туркменистана по футболу
Национа́льная сбо́рная Туркмениста́на по футбо́лу (туркм. Türkmenistanyň futbol boýunça milli ýygyndysy) — представляет Туркменистан на международных матчах по футболу. Управляющая организация — Федерация футбола Туркменистана. По состоянию на 27 мая 2021 года сборная в рейтинге ФИФА занимает 130-е место. Лучшее место — 86 (апрель, 2004 год). Сборная собирается нерегулярно, в частности полностью пропущены сезоны 1995, 2002, 2006 годов. На 31 декабря 2017 года сборная провела 145 игр.

## История

### Предшествующая история
Сборная Туркменистана по футболу принимала участие в футбольном турнире в рамках Всесоюзной спартакиады 1928 года в Москве. Стартовала команда с 1/4 финала, где уступила рабочей команде Уругвая (0:3). В утешительном плей-офф команда обыграла представителей рабочей спортивной федерации Великобритании, а в матче за пятое место уступила Узбекистану (1:3). Футбольная сборная Туркменской ССР участвовала в Спартакиаде народов СССР в 1956, 1979, 1983 и 1986 годах. 

### Сборная под руководством Виктора Пожечевского
Летом 1998 года Виктору Пожечевскому поступило предложение от Федерации футбола Туркменистана принять сборную Туркменистана. Став у руля национальной команды, Пожечевский так же был назначен на должность консультанта клуба «Копетдаг», но уже через месяц стал главным тренером, совмещая клубную деятельность с работой в сборной. Для усиления национальной команды Виктор Александрович пригласил ряд футболистов с Украины — Андрея Завьялова, Константина Сосенко, Романа Бондаренко, Игоря Кислова, которые оформив соответственное гражданство, вместе с натурализованными россиянами Валерием Брошиным и капитаном команды Дмитрием Хомухой составили костяк сборной Туркменистана. Летом 1998 года подопечные Пожечевского приняли участие в 13 Азиатских играх, где выступили довольно успешно, по ходу турнира обыграв сборные Вьетнама, Республики Корея, Индии и сыграв в ничью с командами КНДР и Узбекистана, пробились в 1/4 финала, где уступили сборной Китая. Удачно для тренера складывались дела и в «Копетдаге». После предыдущего сезона, Пожечевскому удалось вернуть для клуба чемпионский титул. Несмотря на успешную работу в Туркменистане, в начале 1999 года, тренер принимает решение вернуться на Украину.

### Сборная под руководством Рахима Курбанмаммедова
Права выступать в финальной стадии Кубка Азии 2004 года туркменские футболисты добились, выиграв в 2003 году отборочный турнир в группе «G», где выступали также команды Объединённых Арабских Эмиратов, Сирии и Шри-Ланки.
Осенью 2003 года сборная Туркменистана в предварительных матчах отборочного турнира на чемпионат мира 2006 разгромила в Ашхабаде сборную Афганистана 11:0. Хет-триком отметились Бегенч Кулиев и Реджеп Агабаев, два гола забил Гуванчмухаммет Овеков, отличились также Назар Байрамов, Омар Бердыев и Дидарклыч Уразов. Это самая крупная победа в истории национальной сборной. В ответном матче в Кабуле сборная Туркменистана вновь победила сборную Афганистана 2:0, оба гола на счету Бегенча Кулиева.
В декабре 2003 года сборная Туркменистана впервые в своей истории вошла в сотню сильнейших футбольных команд мира в рейтинге ФИФА, выйдя на 99-ю позицию, благодаря успехам в матчах отборочного турнира Кубка Азии 2004 и квалификационного раунда чемпионата мира 2006.
В финальном турнире Кубка Азии 2004, который проходил в Китае, сборная попала в группу «С», в составе географических соседей-узбеков, c трехкратным чемпионом Азии — аравийцами и будущих чемпионов Азии 2007 иракцев. Сборная не вышла из группы, сыграв в ничью с Саудовоской Аравией 2:2, уступив сборной Ирака 2:3 и проиграв последний матч в группе Узбекистану 0:1.

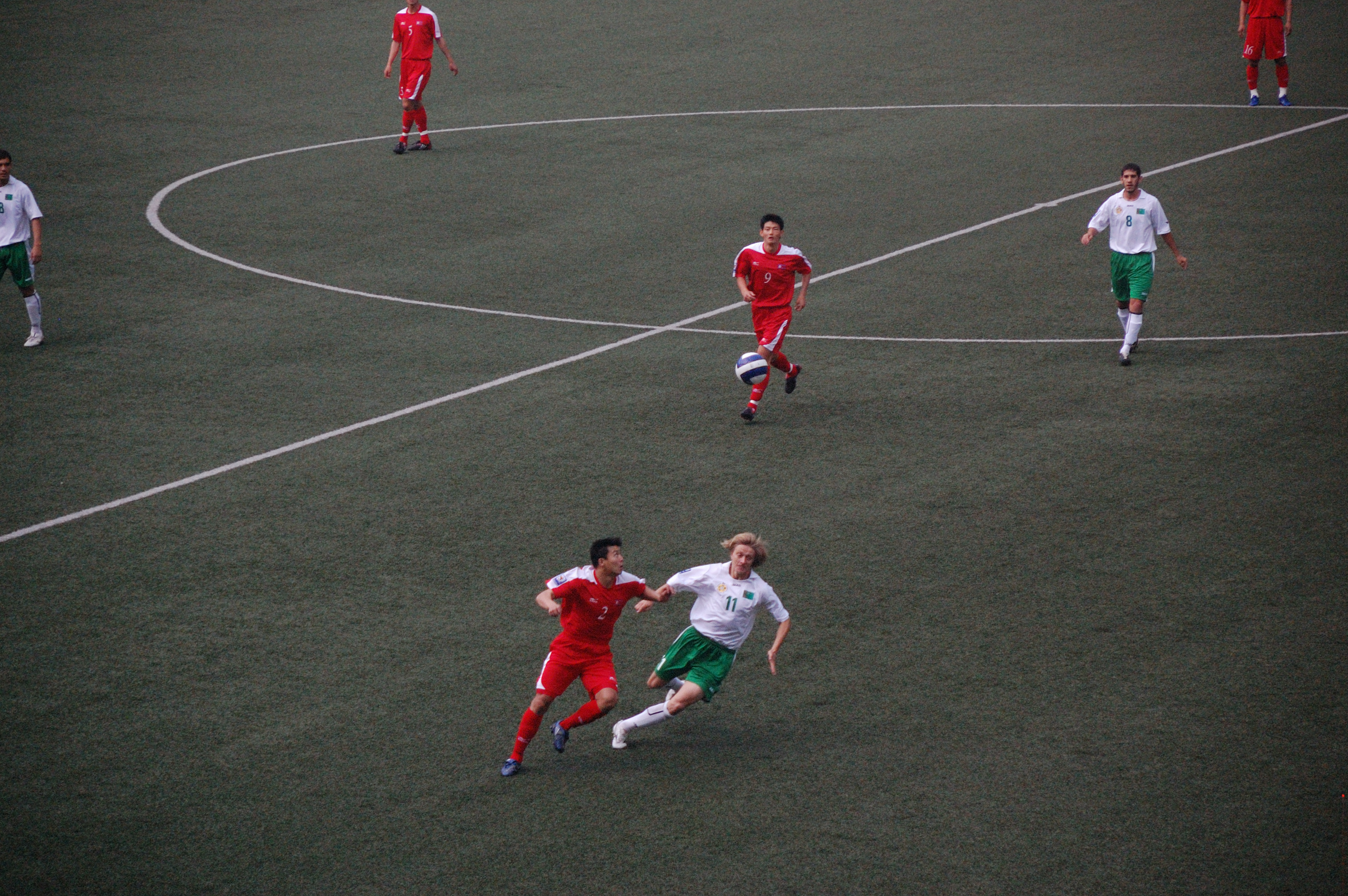
Сборная Туркменистана в игре против сборной КНДР в Пхеньяне

### Сборная под руководством Язгулы Ходжагельдыева
В феврале 2010 года сборную Туркменистана возглавил Язгулы Ходжагельдыев, который тренировал ашхабадский «МТТУ». Под его руководством сборная отправилась в Шри-Ланку, для участия в финальном турнире Кубка вызова АФК 2010. На турнире сборная Туркменистана впервые пробилась в финал Кубка вызова АФК, проиграв там сборной КНДР в серии послематчевых пенальти.
В том же году Федерация футбола Туркмении предложила уроженцу Туркменистана, главному тренеру казанского «Рубина», Курбану Бердыеву возобновить сотрудничество. По приглашению ФК «Рубин» город Казань посетила большая группа туркменских специалистов. В декабре 2010 года тренерский штаб «Рубина» во главе с Бердыевым с ответным визитом побывали в Ашхабаде. В январе 2011 года недельную стажировку на первых подготовительных сборах казанцев в Турции провёл главный тренер национальной сборной Туркменистана Язкули Ходжагельдыев.
В марте 2011 года Туркменистан успешно вышел в финальный раунд Кубка вызова АФК 2012, обыграв Пакистан, Тайвань и сыграв в ничью с Индией на отборочных соревнованиях в Куала-Лумпуре.
Летом 2011 года первом отборочном матче против Индонезии, в гонке за попадание в финал ЧМ-2014 сборная начала ничьей в Ашхабаде 1:1, а затем обидное поражение в гостях 3:4 выбило сборную из борьбы за право поехать на ЧМ-2014.
Зимой 2012 года сборная собралась на сборы в Турцию. В качестве подготовки к Кубку вызова АФК 2012 сборной Язгулы Ходжагельдыев провёл товарищеский матч с Румынией, в результате сборная Туркмении разгромно уступила 0:4.
В марте 2012 года сборная отправилась в Катманду для участия в финальном турнире Кубка вызова АФК 2012. Сборная Туркменистана обыграла хозяев турнира Непал 3:0 и сборную Мальдив 3:1, матч с Палестиной закончился нулевой ничьей. В полуфинале туркмены обыграли Филиппины 2:1. Однако в финале сборная Туркмении во второй раз подряд упустила шанс завоевать Кубок вызова АФК, пропустив гол от сборной КНДР в конце матча проиграв игру со счётом 1:2.
В октябре 2012 года сборная Туркменистана заняла второе место на VFF Cup 2012, обыграв сборные Вьетнама, Лаоса и разгромно уступив студенческой сборной Республики Корея.
23 марта 2013 года туркменские футболисты разгромили 7:0 сборную Камбоджи в столице Филиппин городе Маниле на квалификационном раунде Кубка вызова АФК-2014. Во втором туре сборная Туркменистана должна была встретиться со сборной Брунея, но Бруней не прибыл на турнир, таким образом была присуждена техническая победа со счётом 3:0. В последнем туре туркмены проиграли сборной Филиппин 0:1, но вышли в финальную часть Кубка вызова АФК со второго места по лучшим показателям среди всех остальных групп.

### 2014 — по настоящее время

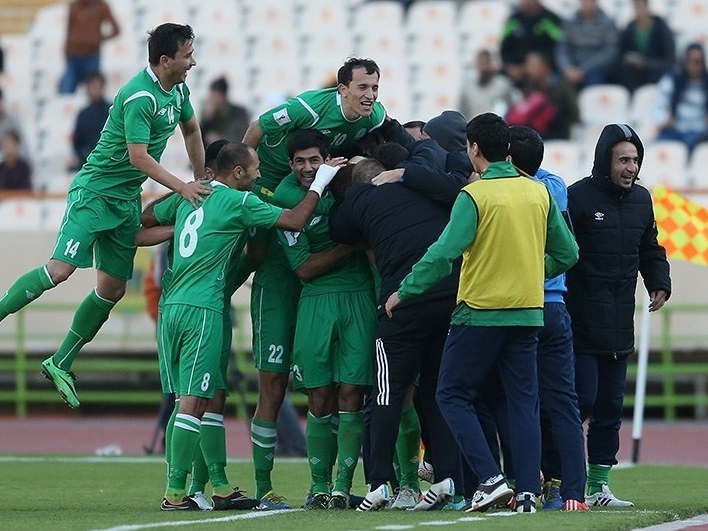
Празднование гола в ворота сборной Ирана. Тегеран, 2015 год

В январе вновь главным тренером стал Рахим Курбанмамедов, команда провела три тренировочных сбора и в мае отправилась на Кубок вызова АФК 2014, где не смогла выйти из группы, тем самым потеряв шансы квалифицироваться на чемпионат Азии 2015 года. В июне 2014 года за неудовлетворительную игру сборной в финальном турнире Кубка вызова АФК, был освобождён от должности весь тренерский состав, включая главного тренера.

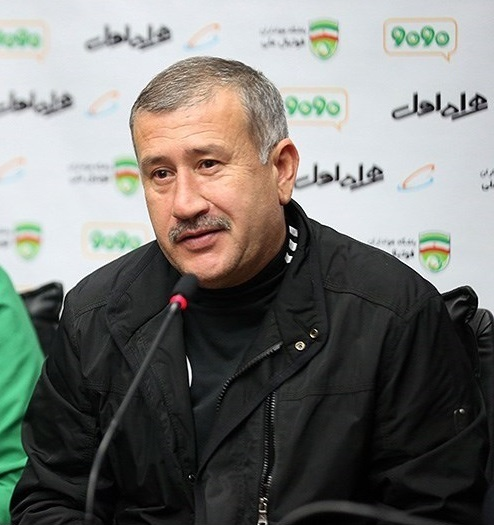
Аманклыч Кочумов

Весной 2015 года новым главным тренером сборной был назначен Аманклыч Кочумов для подготовки команды к участию в отборочном турнире на чемпионат мира по футболу 2018. Команда стартовала неудачно, уступив одной из самой слабой сборной в Азии — сборной Гуама 0:1, автогол забил Сердар Аннаоразов. 16 июня 2015 года впервые сборная Туркмении проводила матч за пределами Ашхабада, на стадионе в Дашогузе в присутствии 10 тысяч зрителей, сборная Туркменистана сыграла вничью с Ираном (1:1). Затем на выезде команда уступила Оману 1:3. В домашних матчах, которые проходили на стадионе «Копетдаг» в октябре 2016 года были обыграны Индия 2:1 и Гуам 1:0. В ноябре сборная Туркменистана провела товарищескую встречу со сборной ОАЭ, которая закончилась поражением 1:5 и официальный матч с Ираном, в котором команда уступила 1:3. 17 ноября 2016 года сборная Туркменистана в домашнем матче сенсационно обыграла сборную Омана 2:1. В заключительном этапе сборная Туркменистана на выезде одолела Индию 2:1. Туркменская команда заняла 3 место в группе «D», что не позволило команде пройти в следующий этап отборочных игр на чемпионат мира 2018, однако дало возможность побороться за попадание на Кубок Азии 2019.
С марта по апрель 2020 года сборная не провела ни одного матча в связи с пандемией коронавируса.

## Участие в международных турнирах

### Чемпионат мира
| До 1991 года              | Была в составе СССР                                              |
| США 1994                  | Не участвовала даже в квалификации                               |
| Франция 1998              | Не прошла квалификацию: 3-е место в группе в первом этапе        |
| Южная Корея и Япония 2002 | Не прошла квалификацию: 2-е место в группе в первом этапе        |
| Германия 2006             | Не прошла квалификацию: 2-е место в группе в первом этапе        |
| ЮАР 2010                  | Не прошла квалификацию: 4-е место в группе в третьем этапе       |
| Бразилия 2014             | Не прошла квалификацию: Проигрыш в стыковых матчах второго этапа |
| Россия 2018               | Не прошла квалификацию: 3-е место в группе во втором этапе       |
| Катар 2022                | не прошла квалификацию: 3-е место в группе во втором этапе       |
| США, Канада, Мексика 2026 | не прошла квалификацию                                           |

### Кубок Азии
| Участие в Кубке Азии | Участие в Кубке Азии                                               | Участие в Кубке Азии                                               | Участие в Кубке Азии                                               | Участие в Кубке Азии                                               | Участие в Кубке Азии                                               | Участие в Кубке Азии                                               | Участие в Кубке Азии                                               | Участие в Кубке Азии                                               |
| Год                  | Результат                                                          | Место                                                              | М                                                                  | В                                                                  | Н                                                                  | П                                                                  | ЗМ                                                                 | ПМ                                                                 |
| -------------------- | ------------------------------------------------------------------ | ------------------------------------------------------------------ | ------------------------------------------------------------------ | ------------------------------------------------------------------ | ------------------------------------------------------------------ | ------------------------------------------------------------------ | ------------------------------------------------------------------ | ------------------------------------------------------------------ |
| Япония 1992          | Не участвовала даже в квалификации, до этого являлась частью СССР. | Не участвовала даже в квалификации, до этого являлась частью СССР. | Не участвовала даже в квалификации, до этого являлась частью СССР. | Не участвовала даже в квалификации, до этого являлась частью СССР. | Не участвовала даже в квалификации, до этого являлась частью СССР. | Не участвовала даже в квалификации, до этого являлась частью СССР. | Не участвовала даже в квалификации, до этого являлась частью СССР. | Не участвовала даже в квалификации, до этого являлась частью СССР. |
| ОАЭ 1996             | Не прошла квалификацию                                             | Не прошла квалификацию                                             | Не прошла квалификацию                                             | Не прошла квалификацию                                             | Не прошла квалификацию                                             | Не прошла квалификацию                                             | Не прошла квалификацию                                             | Не прошла квалификацию                                             |
| Ливан 2000           | Не прошла квалификацию                                             | Не прошла квалификацию                                             | Не прошла квалификацию                                             | Не прошла квалификацию                                             | Не прошла квалификацию                                             | Не прошла квалификацию                                             | Не прошла квалификацию                                             | Не прошла квалификацию                                             |
| Китай 2004           | Групповой этап                                                     | 12                                                                 | 3                                                                  | 0                                                                  | 1                                                                  | 2                                                                  | 4                                                                  | 6                                                                  |
| ЮВА 2007             | Не прошла квалификацию                                             | Не прошла квалификацию                                             | Не прошла квалификацию                                             | Не прошла квалификацию                                             | Не прошла квалификацию                                             | Не прошла квалификацию                                             | Не прошла квалификацию                                             | Не прошла квалификацию                                             |
| Катар 2011           | Не прошла квалификацию                                             | Не прошла квалификацию                                             | Не прошла квалификацию                                             | Не прошла квалификацию                                             | Не прошла квалификацию                                             | Не прошла квалификацию                                             | Не прошла квалификацию                                             | Не прошла квалификацию                                             |
| Австралия 2015       | Не прошла квалификацию                                             | Не прошла квалификацию                                             | Не прошла квалификацию                                             | Не прошла квалификацию                                             | Не прошла квалификацию                                             | Не прошла квалификацию                                             | Не прошла квалификацию                                             | Не прошла квалификацию                                             |
| ОАЭ 2019             | Групповой этап                                                     | –                                                                  | 3                                                                  | 0                                                                  | 0                                                                  | 3                                                                  | 3                                                                  | 9                                                                  |
| Катар 2024           | Не прошла квалификацию                                             | Не прошла квалификацию                                             | Не прошла квалификацию                                             | Не прошла квалификацию                                             | Не прошла квалификацию                                             | Не прошла квалификацию                                             | Не прошла квалификацию                                             | Не прошла квалификацию                                             |
| Всего                | Лучшее: Групповой этап                                             | 2/8                                                                | 6                                                                  | 0                                                                  | 1                                                                  | 5                                                                  | 7                                                                  | 15                                                                 |

### Кубок вызова АФК
Кубок вызова АФК существовал с 2006 года по 2014 год.
| Кубок вызова АФК | Кубок вызова АФК | Кубок вызова АФК | Кубок вызова АФК | Кубок вызова АФК | Кубок вызова АФК | Кубок вызова АФК | Кубок вызова АФК |
| Год              | Результат        | М                | В                | Н                | П                | ЗМ               | ПМ               |
| ---------------- | ---------------- | ---------------- | ---------------- | ---------------- | ---------------- | ---------------- | ---------------- |
| Бангладеш 2006   | Не участвовал    | –                | –                | –                | –                | –                | –                |
| Индия 2008       | Групповой этап   | 3                | 1                | 1                | 1                | 6                | 2                |
| Шри-Ланка 2010   | Финалист         | 5                | 3                | 2                | 0                | 6                | 2                |
| Непал 2012       | Финалист         | 5                | 3                | 1                | 1                | 9                | 4                |
| Мальдивы 2014    | Групповой этап   | 3                | 1                | 0                | 2                | 6                | 6                |
| Всего            | Лучшее: Финалист | 14               | 8                | 4                | 4                | 25               | 13               |

### Летние Азиатские игры
С 2002 года в футбольном турнире Азиатских игр участвуют молодёжные (олимпийские) сборные.
| Футбольный турнир Азиатских игр | Футбольный турнир Азиатских игр | Футбольный турнир Азиатских игр | Футбольный турнир Азиатских игр | Футбольный турнир Азиатских игр | Футбольный турнир Азиатских игр | Футбольный турнир Азиатских игр | Футбольный турнир Азиатских игр |
| Турнир                          | Результат                       | М                               | В                               | Н                               | П                               | ЗМ                              | ПМ                              |
| ------------------------------- | ------------------------------- | ------------------------------- | ------------------------------- | ------------------------------- | ------------------------------- | ------------------------------- | ------------------------------- |
| Хиросима 1994                   | 1/4 финала                      | 5                               | 1                               | 3                               | 1                               | 7                               | 9                               |
| Бангкок 1998                    | 1/4 финала                      | 6                               | 3                               | 2                               | 1                               | 10                              | 9                               |
| Всего                           | Лучшее: 1/4 финала              | 11                              | 4                               | 5                               | 2                               | 17                              | 18                              |

## Десять последних матчей
| Дата             | Место                                | Соперник   | Счёт | Статус матча | Игроки, забившие гол за Туркменистан |
| ---------------- | ------------------------------------ | ---------- | ---- | ------------ | ------------------------------------ |
| 12 сентября 2023 | Dubai Police Club Stadium, Дубай (н) | Бахрейн    | 1:1  | ТМ           | Чарыев                               |
| 16 ноября 2023   | Ашхабад, Ашхабад (д)                 | Узбекистан | 1:3  | ОЧМ-2026     | Дурдыев                              |
| 21 ноября 2023   | Гонконг, Гонконг (г)                 | Гонконг    | 2:2  | ОЧМ-2026     | Мингазов (2)                         |
| 14 марта 2024    | Дубай (н)                            | Казахстан  | 0:2  | ТМ           |                                      |
| 21 марта 2024    | Азади, Тегеран (г)                   | Иран       | 0:5  | ОЧМ-2026     |                                      |
| 26 марта 2024    | Ашхабад, Ашхабад (д)                 | Иран       | 0:1  | ОЧМ-2026     |                                      |
| 6 июня 2024      | Бунёдкор, Ташкент (г)                | Узбекистан | 1:3  | ОЧМ-2026     | Тиркишов                             |
| 11 июня 2024     | Олимпийский, Ашхабад (д)             | Гонконг    | 0:0  | ОЧМ-2026     |                                      |
| 25 марта 2025    | Тайбэй Арена Тайбэй (г)              | Тайвань    | 2:1  | ОКА-2027     | Тагаев, Гурбанов                     |
| 10 июня 2025     | Ашхабад, Ашхабад (д)                 | Таиланд    | 3:1  | ОКА-2027     | Титов, Сапармамедов, Сапаров         |

1. ↑  Первым указано число голов, забитых в ворота оппонента.

| - д — матч в Туркменистане (домашний) - г — матч на поле соперника (гостевой) - н — матч на нейтральном поле - ТМ — товарищеский матч | - ОЧМ-2026 — Отборочный турнир чемпионата мира, 2026 - ОКА-2027 — Отборочный турнир Кубка Азии, 2027 - пен. — гол забит с пенальти - а/г — автогол |

## Текущий состав
Следующие игроки были вызваны в состав сборной главным тренером Язгулы Ходжагельдыевым для участия в матчах Кубка Азии 2019, который пройдет в ОАЭ с 5 января по 1 февраля 2019 года.
Игры и голы приведены по состоянию на 27 марта 2018 года:
| 1  | Вр  | Мамед Оразмухамедов   | 20 декабря 1986 (38 лет)   | 17 | 0 | Алтын Асыр       |  |  |
| 16 | Вр  | Батыр Бабаев          | 21 августа 1991 (33 года)  | 0  | 0 | Ахал             |  |  |
| 22 | Вр  | Расул Чарыев          | 30 сентября 1999 (25 лет)  | 2  | 0 | Ахал             |  |  |
|    |     |                       |                            |    |   |                  |  |  |
| 2  | Защ | Зафар Бабаджанов      | 9 февраля 1987 (38 лет)    | 6  | 0 | Алтын Асыр       |  |  |
| 3  | Защ | Гуйчмурад Аннакулиев  | 10 июня 1996 (29 лет)      | 0  | 0 | Ахал             |  |  |
| 4  | Защ | Мекан Сапаров         | 22 апреля 1994 (31 год)    | 18 | 1 | Алтын Асыр       |  |  |
| 5  | Защ | Везиргельды Ильясов   | 18 января 1992 (33 года)   | 0  | 0 | Ахал             |  |  |
| 6  | Защ | Гурбангельды Батыров  | 28 июля 1988 (37 лет)      | 7  | 1 | Алтын Асыр       |  |  |
| 12 | Защ | Сердар Аннаоразов     | 29 июня 1990 (35 лет)      | 29 | 0 | Алтын Асыр       |  |  |
|    |     |                       |                            |    |   |                  |  |  |
| 7  | ПЗ  | Арсланмурад Аманов    | 28 марта 1990 (35 лет)     | 35 | 8 | Бухара           |  |  |
| 8  | ПЗ  | Руслан Мингазов       | 23 ноября 1991 (33 года)   | 20 | 4 | Иртыш Павлодар   |  |  |
| 13 | ПЗ  | Мердан Гурбанов       | 30 августа 1991 (33 года)  | 4  | 0 | Ахал             |  |  |
| 14 | ПЗ  | Илья Тамуркин         | 19 сентября 1990 (34 года) | 9  | 0 | Алга             |  |  |
| 18 | ПЗ  | Сердар Гельдыев       | 1 октября 1987 (37 лет)    | 20 | 0 | Алтын Асыр       |  |  |
| 19 | ПЗ  | Ахмет Атаев           | 19 сентября 1990 (34 года) | 22 | 0 | Персела Ламонган |  |  |
| 21 | ПЗ  | Ресул Ходжаев         | 7 января 1997 (28 лет)     | 1  | 1 | Алтын Асыр       |  |  |
| 23 | ПЗ  | Довран Оразалиев      | 7 января 1997 (28 лет)     | 3  | 0 | Ахал             |  |  |
|    |     |                       |                            |    |   |                  |  |  |
| 9  | Нап | Вахыд Оразсахедов     | 26 января 1992 (33 года)   | 4  | 2 | Алтын Асыр       |  |  |
| 10 | Нап | Сулейман Мухадов      | 24 декабря 1993 (31 год)   | 18 | 4 | Ахал             |  |  |
| 11 | Нап | Мурад Ягшыев          | 12 января 1992 (33 года)   | 5  | 2 | Алтын Асыр       |  |  |
| 15 | Нап | Михаил Титов          | 18 октября 1997 (27 лет)   | 0  | 0 | Алтын Асыр       |  |  |
| 17 | Нап | Алтымурад Аннадурдыев | 13 апреля 1993 (32 года)   | 11 | 3 | Алтын Асыр       |  |  |
| 20 | Нап | Мурад Аннаев          | 6 мая 1993 (32 года)       | 4  | 0 | Ахал             |  |  |

## Тренерский штаб
| Должность       | Тренер                |
| --------------- | --------------------- |
| Главный тренер  | Мерген Оразов         |
| Тренер          | Мекан Мухамметмурадов |
| Тренер          | Велсахед Овезов       |
| Тренер          | Кемал Гурбанов        |
| Тренер          | Батыр Розыев          |
| Тренер          | Ильдар Ташлиев        |
| Тренер вратарей | Павел Матус           |

## Главные тренеры
| Период      | Главный тренер       |
| ----------- | -------------------- |
| 1992—1996   | Байрам Дурдыев       |
| 1996—1997   | Элгуджа Гугушвили    |
| 1997—1998   | Тачмурад Агамурадов  |
| 1998—1999   | Виктор Пожечевский   |
| 1999        | Курбан Бердыев       |
| 1999—2000   | Ровшан Мухадов       |
| 2000—2001   | Тачмурад Агамурадов  |
| 2002—2003   | Владимир Бессонов    |
| 2003—2004   | Рахим Курбанмамедов  |
| 2005        | Борис Григорьянц     |
| 2005—2006   | Аманклыч Кочумов     |
| 2007—2009   | Рахим Курбанмамедов  |
| 2009—2010   | Борис Григорьянц     |
| 2010—2013   | Язгулы Ходжагельдыев |
| 2014        | Рахим Курбанмамедов  |
| 2015—2016   | Аманклыч Кочумов     |
| 2017—2019   | Язгулы Ходжагельдыев |
| 2019—2020   | Анте Мише            |
| 2021        | Ровшан Мухадов       |
| 2021—2022   | Язгулы Ходжагельдыев |
| 2023-—н. в. | Мерген Оразов        |

## Натурализация игроков
В истории сборной Туркменистана несколько раз были отмечены факты натурализации иностранцев и привлечения их к официальным играм сборной. Первым использовал натурализованных футболистов Джемал Гугушвили — его ставленником были Георгий Ткавадзе, Каха Гоголадзе и Валерий Брошин. Виктор Пожечевский, возглавив сборную Туркменистана в июле 1998, активно пользовался услугами украинских футболистов, которые не были заиграны за сборную Украины. Так, при нём в сборной оказались Роман Бондаренко, Игорь Кислов, Константин Сосенко, Андрей Завьялов и Андрей Хомин. Также в играх за сборную Пожечевский привлекал россиянина Дениса Переменина.

## Игроки, выступавшие за другие страны
Игроки, родившиеся в Туркменистане, но выбрали выступление за другие национальные команды:
- Ролан Гусев —  Сборная России по футболу
- Александр Крохмаль —  Сборная Казахстана по футболу
- Виталий Кафанов —  Сборная Казахстана по футболу